# 京都府道・兵庫県道109号福知山山南線
京都府道・兵庫県道109号福知山山南線（きょうとふどう・ひょうごけんどう109ごう ふくちやまさんなんせん）は、京都府福知山市から兵庫県丹波市に至る一般府県道である。

## 概要
京都府福知山市上小田から兵庫県丹波市山南町和田に至る。

### 路線データ
- 起点：京都府福知山市上小田（大山交差点、国道9号交点）
- 終点：兵庫県丹波市山南町和田（和田大橋交差点、兵庫県道86号多可柏原線交点）

## 路線状況

### 重複区間
- 国道429号（京都府福知山市拝師・拝師交差点 - 福知山市口榎原・口榎原交差点）
- 兵庫県道7号青垣柏原線（兵庫県丹波市氷上町沼 - 丹波市氷上町御油・御油交差点）
- 兵庫県道78号丹波加美線（兵庫県丹波市氷上町成松・成松北町交差点 - 丹波市氷上町成松・成松西町交差点）
- 国道175号（兵庫県丹波市氷上町朝阪・朝阪交差点 - 丹波市山南町草部・草部交差点）

### 道路施設

#### 橋梁
- 京都府
  - 大山橋（牧川、福知山市）
- 兵庫県
  - 東福橋（加古川、丹波市）
  - 成松橋（葛野川、丹波市）
  - 夫婦橋（加古川、丹波市）

#### トンネル
- 京都府
  - 穴の浦隧道：延長213 m、1962年（昭和37年）竣工、福知山市 - 兵庫県丹波市

## 地理

### 通過する自治体
- 京都府
  - 福知山市
- 兵庫県
  - 丹波市

### 交差する道路
| 交差する道路                        | 都道府県名 | 市町村名 | 交差する場所         | 交差する場所          |
| ----------------------------------- | ---------- | -------- | -------------------- | --------------------- |
| 国道9号                             | 京都府     | 福知山市 | 上小田               | 大山交差点 / 起点     |
| 国道429号 重複区間起点              | 京都府     | 福知山市 | 拝師（はいし）       | 拝師交差点            |
| 国道429号 重複区間終点              | 京都府     | 福知山市 | 口榎原（くちえばら） | 口榎原交差点          |
| 兵庫県道7号青垣柏原線 重複区間起点  | 兵庫県     | 丹波市   | 氷上町沼             |                       |
| 兵庫県道282号沼市島線               | 兵庫県     | 丹波市   | 氷上町沼             |                       |
| 兵庫県道7号青垣柏原線 重複区間終点  | 兵庫県     | 丹波市   | 氷上町御油           | 御油交差点            |
| 兵庫県道285号賀茂春日線             | 兵庫県     | 丹波市   | 氷上町賀茂           |                       |
| 兵庫県道78号丹波加美線 重複区間起点 | 兵庫県     | 丹波市   | 氷上町成松           | 成松北町交差点        |
| 兵庫県道78号丹波加美線 重複区間終点 | 兵庫県     | 丹波市   | 氷上町成松           | 成松西町交差点        |
| 兵庫県道291号奥野々氷上線           | 兵庫県     | 丹波市   | 氷上町上成松         |                       |
| 兵庫県道532号朝阪山南線             | 兵庫県     | 丹波市   | 氷上町朝阪           |                       |
| 国道175号 重複区間起点              | 兵庫県     | 丹波市   | 氷上町朝阪（あさか） | 朝阪交差点            |
| 国道175号 重複区間終点              | 兵庫県     | 丹波市   | 山南町草部           | 草部交差点            |
| 兵庫県道532号朝阪山南線             | 兵庫県     | 丹波市   | 山南町北和田         |                       |
| 兵庫県道86号多可柏原線              | 兵庫県     | 丹波市   | 山南町和田           | 和田大橋交差点 / 終点 |

### 交差する鉄道
- 山陰本線

### 沿線
- 豊富用水池
- 成松郵便局
- 沼貴郵便局

### 峠
- 京都府
  - 穴裏峠（福知山市 - 兵庫県丹波市）

福知山市と兵庫県丹波市青垣町を結ぶ峠である。福知山市と丹波市青垣町を結ぶ道路として国道429号榎峠もあるが、こちらの穴裏峠の方が幅員が広く、比較的快適に走行できる。